# Eudistoma punctatum
Eudistoma punctatum är en sjöpungsart som beskrevs av Monniot 200. Eudistoma punctatum ingår i släktet Eudistoma och familjen Polycitoridae. Inga underarter finns listade i Catalogue of Life.